# 詹姆士·敦洛普
詹姆士·敦洛普（英語：James Dunlop，1793年10月31日—1848年9月22日），FRSE、FRS的蘇格蘭天文學家，但他以在澳大利亞的工作而留名於世。他曾受雇於天文學家湯瑪士·布里斯班爵士的私人天文台擔任助理工作。這個天文台於1820與1830年代，位於雪梨西方大約23（14英里）的帕拉馬塔（現在的新南威爾斯巴拉馬打市）。敦洛普大部分都是以目視觀測，為布里斯班進行恆星的位置測量，在完成這些工作後，他獨力發現和編輯許多新的南半球望遠鏡雙星和深空天體。最後這個天文台被賣給新南威爾斯政府，他則成為帕拉馬塔天文台的負責人。

## 早年生涯
詹姆士·敦洛普出生在蘇格蘭北亞爾夏郡的達爾來（Dalry），是紡織工約翰·敦洛普的兒子，妻子是珍妮特，娘家姓波義耳。敦洛普在達爾來受過小學的教育，在14歲時就到比斯的製繩廠上班。它在比斯跟隨一位名叫嘉德納的人參加夜校。他在年輕的時候就對天文學產生興趣，並在1810年建造望遠鏡。靠著運氣，在1820年結識了傾心於天文的湯瑪士·布里斯班爵士。在同一年，布里斯班被任命為新南威爾斯州的新總督，然後決定在殖民地成立新的天文台。離開英國之前，敦洛普被任命為他的第二科學助手，兩人於1821年前往雪梨。

## 在澳洲的生涯
來到澳洲後不久，布里斯班幾乎立刻在帕拉馬塔（現在的巴拉馬打市）開始建設他的天文台，敦洛普則受雇從事天體位置測量，建立新的準確南天星表。同時也雇用了出生於德國的卡爾·祿德維希·克莉絲汀·魯莫卡（也稱為查爾斯·卡爾·祿德維希·魯莫卡，1788.5.28 － 1862.12.21），或簡稱為卡爾·魯莫卡，成為布里斯班的第一位天文助理。魯莫卡為了他的待遇，很快地就在1823年離開了天文台，留下敦洛普負責天體位置測量和一般的儀器保養。敦洛普沒有受過專業的天文學家訓練，所以他缺乏重要的數學技能，做天體位置測量的歸算。但他很快的就學會了觀測的技能，並且比魯莫卡和他的僱主做得更好。
在1823年6月至1826年2月，敦洛普做了40,000個觀測，並且編目了7,385顆恆星，其中包括166對雙星和註記了幾個明亮的深空天體與附近的亮星。從1826年3月開始，他離開了帕拉馬塔天文台，但是在獵人街他自己的家裡繼續工作。在那兒，他開始籌辦自己在未來18個月的雙星和深空天體觀測，在其中，他構建了專用的南天巡天望遠鏡和其他的設備。 
湯瑪士·布里斯班爵士，在1825年12月最後一次離開雪梨之前，安排將他的天文台和所有設備賣給政府，使天文台能夠繼續運作。他將一部分的設備留給敦洛普，特別是他在家裡使用的8.0（3.1英寸）折射望遠鏡，這是後來魯莫卡和敦洛普，用來做自己個人專案的雙星測量很重要的儀器。
1826年5月，魯莫卡回到天文台，7個月後敦洛普成為新南威爾斯首位的政府天文學家，但直到幾年後才得到正式的任命，這主要是他在英國的雇主延誤。

## 著作
- "A catalogue of nebulae and clusters of stars in the southern hemisphere, observed at Parramatta in New South Wales. Philosophical Transactions of the Royal Society, Vol. 118, p. 113—151, 1828. This catalogue with descriptions contains 629 southern deep-sky objects.
- He also discovered and catalogued 256 southern double stars in "Approximate Places of Double Stars in the Southern Hemisphere, observed at Paramatta in New South Wales.", which was published in the Memoirs of the Royal Astronomical Society Mem.Ast.Soc.London, Vol. 3, 257, 1829.

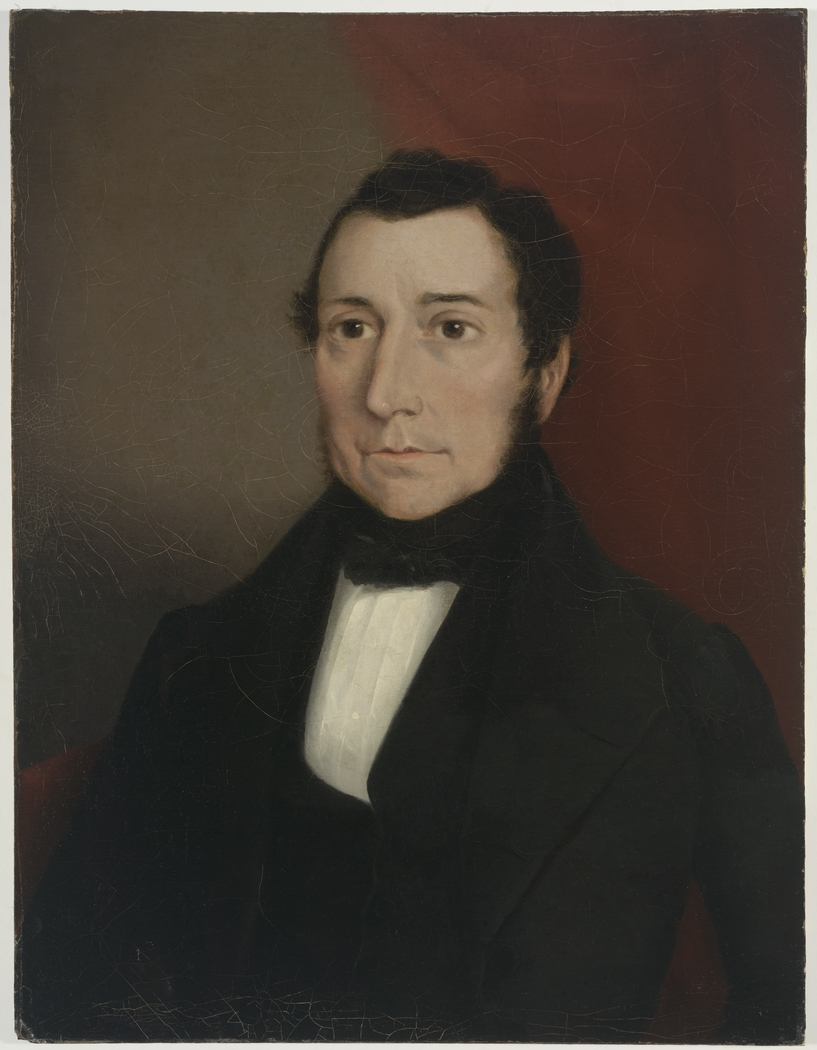
約瑟夫·巴克爾繪製的詹姆士·敦洛普肖像。

- Only five other astronomical papers were published by James Dunlop between 1829 and 1839, the most significant being on comets; "Places of Encke's comet, from 30 observations. Monthly Notices of the Royal Astronomical Society  (MNRAS)., Vol. 1, 120 (1829) and "Observation of a small comet at Paramatta. Monthly Notices of the Royal Astronomical Society (MNRAS)., Vol. 1, 130 (1829)

## 外部連結
- Bright Sparcs Bio （页面存档备份，存于） at University of Melbourne
- University of Arizona SEDS （页面存档备份，存于）
- SPACETEC (Dunlop pictures) （页面存档备份，存于）